# 中田久吉
中田 久吉（なかだ ひさきち、1859年9月9日（安政6年8月13日） - 1905年（明治38年））は、メソジストの牧師。禁酒運動、廃娼運動に大きな働きをした。弘前ではリバイバル運動の先鋒だった。中田重治の実兄。

## 生涯
弘前藩足軽の父兵作、母千代の間に3人兄弟の長男として現在の青森県弘前市に生まれる。明治維新後、一家は南津軽郡大光寺村へ移住する。1875年、父の兵作が脳溢血で死去する。その後は弘前に戻り東奥義塾に通う。1878年、軍人養成所に入所して、西南戦争に出征するも、実戦に参加せずに1883年に弘前へ帰郷する。スパルタ式教育で弟の重治を教育する。

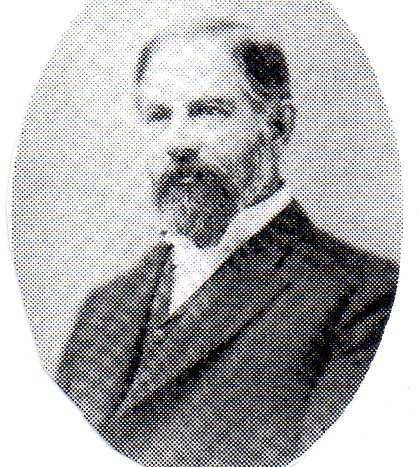
中田に洗礼を授けたT・C・ウィン宣教師

1884年(明治17年)軍隊へ戻り、金沢連隊の営所に転勤する。そこで、教会に通いT・C・ウィン宣教師に感化を受けて、ウィンより洗礼を受ける。金沢教会の執事と長老になる。そこ頃、もう一人の弟貞作が信仰をもって14歳で病死する。1885年にメソジスト教会に入る。神学校には行かなかったが、牧師試験に合格し、伝道師として郷里の弘前に赴任して伝道を開始した。その頃、日本最初の盲人牧師になる藤田匡に伝道者になるように助言する。
1886年(明治19年)人見明と結婚する。3男3女をもうける。北海道、長野県松本市、埼玉県熊谷市に転勤する。1894年(明治27年)松本美以教会(現・日本基督教団松本教会)で木下尚江に洗礼を授ける。その後、折柄川越に転任した。

1896年(明治29年)弟の重治が、渡米のことを相談すると最初は賛成しなかったが、後に賛成した。自分の衣服を売って資金を作り重治の渡米を援助した上に、翌年弘前教会に転任が決まっていたので、弘前の小館家にいたかつ子と羽後の面倒を見ることになった。

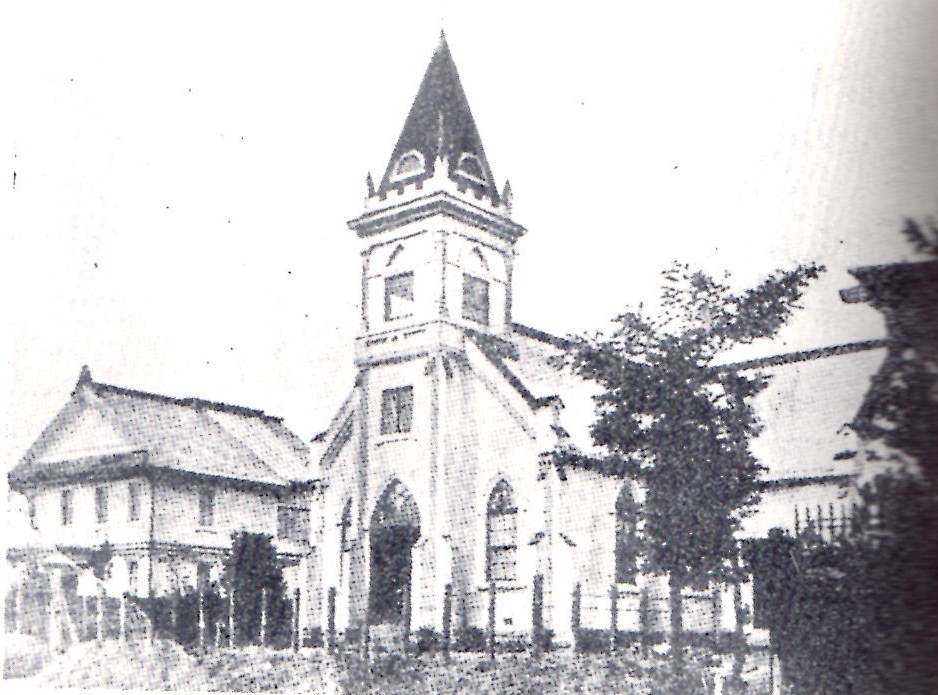
中田久吉の牧師の頃の弘前教会

1897年(明治30年)に弘前に転任して正教師になる。1898年(明治31年)弟重治が米国で聖霊のバプテスマを受けた証を読んだことがきっかけになり、ペンテコステ的聖霊の必要を痛感していたので、ペンテコステ同盟会を組織して、福音主義的な運動をすすめる。
ジョン・ウェスレーのエプスウォースに因んで、エプスウォース同盟会をも組織する。1900年(明治33年)名古屋に転勤になる。1905年(明治38年)名古屋メソジスト教会(現・日本基督教団名古屋中央教会)で現職のまま、腸チフスで死去する。